# 김동수 (야구인)
김동수(金東洙, 1967년 10월 27일 ~ )는 전 KBO 리그 히어로즈의 포수이자, 현 서울고등학교 야구부의 감독이다.

## 선수 시절

### 아마추어 시절
서울화곡초등학교 5학년 때부터 야구를 시작했다. 강남중학교를 졸업하고 서울고등학교 시절 서울 전국대회 우승을 이끌었다. 1986년 서울고 졸업 후 한양대학교 경영학과에 진학했고, 1988년 서울 올림픽 때 야구 종목(당시 시범 경기 형식) 국가대표팀에 뽑혀 출전했다.

### LG 트윈스시절
한양대 경영학과를 졸업하고 1990년에 1차 지명을 받아 계약금 4,000만원, 연봉 1,200만원의 조건으로 입단했다. 데뷔 첫 해인 1990년에 팀의 주전 포수 자리를 꿰차고 2할대 타율, 13홈런, 62타점, 15도루를 기록하며 신인왕을 차지했고, 그 해 한국시리즈에서 우승했다. 또한 신인 포수로서는 처음으로 KBO 골든 글러브상(포수 부문)을 수상했다. 그러나 다음 해인 1991년에는 혹독한 2년차 징크스를 겪었다. 하지만 그 다음 해 풀타임 포수로 출전하며 2할대 타율, 20홈런, 69타점을 기록해 건재함을 과시했고, 해마다 꾸준히 두 자릿 수 홈런에 정평난 포수 리드를 보여 1990년대 최고의 포수로 군림했는데 1990년 8월 4일 잠실 롯데전에서 도루 성공하여 역대 포수 최초 단일시즌 두자릿수 도루를 기록했으며 총 15개로 마감했으나 이 기록은 2001년 박경완 (21도루)에 의해 갱신됐다.

### 삼성 라이온즈시절
1999년에 FA 자격을 얻어 이적했으나 이적 첫 해에 그는 데뷔 후 최악의 성적을 기록하는 부진을 겪었고, 이후 OB에서 트레이드로 이적해 온 진갑용과의 주전 경쟁에서 밀렸다. 2001년 시즌 후 6:2 현금 트레이드를 통해 SK 와이번스로 이적했다.

### SK 와이번스시절
두 번째 이적 후에도 입지를 못 잡고 뚜렷한 활약을 보이지 못했다. 2002년 시즌 후 조범현이 감독으로 취임했는데 조범현이 부임하자마자 그부터 내쳤다. 이는 조범현이 삼성 라이온즈 배터리코치 시절에 진갑용을 더 중용해 그가 벤치를 지키는 일이 많아져 사이가 안 좋았던 것이 빌미가 됐기 때문이었다.

### 현대 유니콘스시절
조범현과의 불화로 SK 와이번스에서 방출된 후 그는 은퇴를 고려했고, 코치 자리를 알아보고 있다가 때마침 박경완이 FA를 선언해 SK 와이번스로 이적했고, 그 때 주전 포수 공백이 발생한 팀 사정상 그에게 입단 제의를 해 1억원에 계약하며 이적했다. 2003년에 데뷔 첫 3할 타율을 기록을 했고, 2003년 ~ 2004년 팀의 연속 우승 당시 주전 포수로 활약했다. 또한, 2003년에 생애 첫 3할 타율을 달성함과 동시에 골든 글러브를 수상했다. 그 이후에도 그는 같은 소속 팀 이숭용, 전준호와 더불어 팀의 고참으로 활약했다.

### 히어로즈시절
2008년 현대 유니콘스의 해체와 이를 인수한 팀의 창단으로 다른 현대 유니콘스 선수들과 함께 활동했다. 통산 200홈런과 국내 포수 최초 2000경기 출장을 기록했고, 2009년부터 팀의 플레잉코치로 승격됐다. 2009년 시즌 후 현역에서 은퇴했고, 당시 배터리코치였던 정인교가 2군 감독으로 승격되며 그가 배터리코치로 정식 승격됐다.

## 야구선수 은퇴 후
2010년부터 넥센 히어로즈의 배터리코치로 활동하다가 2014년 한국시리즈 후 친정 팀인 LG 트윈스의 2군 감독으로 활동했다.
2013년부터 2023년까지 대한민국 야구 국가대표팀 배터리 코치로 활동하였다.
2024년 서울고등학교 야구부 감독에 선임되었다.

## 출신 학교
- 서울화곡초등학교
- 서울 강남중학교
- 서울고등학교
- 한양대학교 상경대학 경영학과 86학번

## 통산 기록
| 연 도           | 소 속           | 나 이           | 출 장 | 타 석 | 타 수 | 득 점 | 안 타 | 2 루 타 | 3 루 타 | 홈 런 | 타 점 | 도 루 | 도 실 | 볼 넷 | 삼 진 | 타 율 | 출 루 율 | 장 타 율 | O P S | 루 타 | 병 살 타 | 몸 맞 | 희 타 | 희 플 | 고 4 |
| --------------- | --------------- | --------------- | ----- | ----- | ----- | ----- | ----- | ------- | ------- | ----- | ----- | ----- | ----- | ----- | ----- | ----- | -------- | -------- | ----- | ----- | -------- | ----- | ----- | ----- | ---- |
| 1990            | LG              | 22              | 110   | 416   | 352   | 46    | 102   | 20      | 1       | 13    | 62    | 15    | 10    | 45    | 40    | .290  | .379     | .463     | .842  | 163   | 6        | 10    | 2     | 7     | 1    |
| 1991            | LG              | 23              | 90    | 294   | 255   | 29    | 50    | 8       | 3       | 5     | 24    | 5     | 6     | 26    | 38    | .196  | .288     | .310     | .598  | 79    | 4        | 8     | 2     | 3     | 0    |
| 1992            | LG              | 24              | 121   | 433   | 381   | 47    | 98    | 15      | 4       | 20    | 69    | 3     | 2     | 45    | 45    | .257  | .343     | .475     | .818  | 181   | 10       | 5     | 1     | 1     | 4    |
| 1993            | LG              | 25              | 115   | 427   | 372   | 47    | 102   | 16      | 3       | 16    | 56    | 7     | 0     | 41    | 40    | .274  | .351     | .462     | .814  | 172   | 11       | 6     | 3     | 5     | 3    |
| 1994            | LG              | 26              | 95    | 369   | 316   | 45    | 91    | 20      | 3       | 6     | 42    | 4     | 4     | 43    | 39    | .288  | .381     | .427     | .808  | 135   | 6        | 5     | 4     | 1     | 3    |
| 1995            | LG              | 27              | 108   | 393   | 334   | 40    | 87    | 15      | 2       | 10    | 35    | 4     | 0     | 40    | 45    | .260  | .343     | .407     | .750  | 136   | 8        | 4     | 11    | 4     | 3    |
| 1996            | LG              | 28              | 108   | 385   | 330   | 43    | 81    | 11      | 0       | 12    | 50    | 0     | 4     | 33    | 36    | .245  | .330     | .388     | .718  | 128   | 9        | 10    | 9     | 3     | 1    |
| 1997            | LG              | 29              | 121   | 472   | 394   | 54    | 93    | 26      | 0       | 17    | 66    | 2     | 2     | 54    | 70    | .236  | .336     | .431     | .767  | 170   | 6        | 9     | 7     | 8     | 4    |
| 1998            | LG              | 30              | 118   | 471   | 408   | 67    | 116   | 28      | 2       | 20    | 66    | 2     | 3     | 44    | 71    | .284  | .362     | .510     | .872  | 208   | 8        | 9     | 4     | 6     | 2    |
| 1999            | LG              | 31              | 104   | 389   | 334   | 55    | 96    | 22      | 1       | 16    | 65    | 1     | 3     | 39    | 46    | .287  | .376     | .503     | .879  | 168   | 7        | 10    | 3     | 3     | 2    |
| 2000            | 삼성            | 32              | 90    | 238   | 200   | 23    | 41    | 9       | 1       | 11    | 30    | 0     | 2     | 31    | 43    | .205  | .319     | .425     | .744  | 85    | 7        | 4     | 0     | 3     | 2    |
| 2001            | 삼성            | 33              | 89    | 217   | 181   | 18    | 50    | 11      | 0       | 5     | 30    | 0     | 0     | 22    | 23    | .276  | .360     | .420     | .780  | 76    | 5        | 4     | 6     | 4     | 0    |
| 2002            | SK              | 34              | 95    | 299   | 251   | 28    | 61    | 10      | 2       | 11    | 32    | 1     | 1     | 22    | 51    | .243  | .323     | .430     | .753  | 108   | 4        | 9     | 14    | 3     | 1    |
| 2003            | 현대            | 35              | 117   | 441   | 367   | 48    | 113   | 15      | 1       | 16    | 68    | 3     | 4     | 45    | 57    | .308  | .390     | .485     | .875  | 178   | 10       | 8     | 15    | 6     | 5    |
| 2004            | 현대            | 36              | 113   | 381   | 311   | 38    | 78    | 13      | 1       | 2     | 31    | 2     | 2     | 32    | 42    | .251  | .342     | .318     | .660  | 99    | 10       | 13    | 21    | 4     | 0    |
| 2005            | 현대            | 37              | 96    | 318   | 274   | 24    | 60    | 4       | 2       | 10    | 30    | 2     | 1     | 20    | 56    | .219  | .283     | .358     | .641  | 98    | 2        | 5     | 18    | 1     | 0    |
| 2006            | 현대            | 38              | 115   | 391   | 333   | 38    | 93    | 12      | 0       | 5     | 40    | 3     | 1     | 29    | 39    | .279  | .348     | .360     | .708  | 120   | 10       | 8     | 17    | 4     | 3    |
| 2007            | 현대            | 39              | 111   | 356   | 306   | 22    | 85    | 18      | 0       | 4     | 39    | 2     | 4     | 26    | 19    | .278  | .329     | .376     | .705  | 115   | 6        | 1     | 16    | 7     | 2    |
| 2008            | 우리            | 40              | 94    | 180   | 159   | 15    | 38    | 7       | 2       | 1     | 23    | 0     | 0     | 15    | 15    | .239  | .305     | .327     | .632  | 52    | 4        | 1     | 3     | 2     | 0    |
| 2009            | 우리            | 41              | 29    | 70    | 57    | 14    | 21    | 6       | 0       | 2     | 13    | 0     | 0     | 9     | 6     | .368  | .456     | .579     | 1.035 | 33    | 0        | 1     | 2     | 1     | 0    |
| KBO 통산 : 20년 | KBO 통산 : 20년 | KBO 통산 : 20년 | 2039  | 6940  | 5915  | 741   | 1556  | 286     | 28      | 202   | 871   | 56    | 49    | 661   | 821   | .263  | .346     | .423     | .769  | 2504  | 133      | 130   | 158   | 76    | 36   |